# Atbasch
Atbasch (auch atbash, hebräisch אתבש) ist eine auf dem hebräischen Alphabet beruhende einfache Methode zur Verschlüsselung bzw. Entschlüsselung eines Textes. Die ursprünglich kabbalistische Methode diente auch dazu, eine in religiösen Texten verborgen geglaubte Bedeutung offenzulegen.
Der Name Atbasch leitet sich ab von den beiden ersten und letzten Buchstaben des hebräischen Schriftsystems (A-T-B-Sch) und illustriert zugleich das Vorgehen, bei dem der erste Buchstabe (Aleph) vertauscht wird mit dem letzten Buchstaben (Taw), der zweite Buchstabe (Beth) vertauscht wird mit dem vorletzten Buchstaben (Schin) usw.
Der Atbasch-Wert bezeichnet den numerischen Wert des  Gegenzeichens, da hebräische Schriftzeichen zugleich einen Zahlenwert haben: Aleph (1) und Taw (400) haben den Atbasch-Wert 400 und 1.

## Eigenschaften

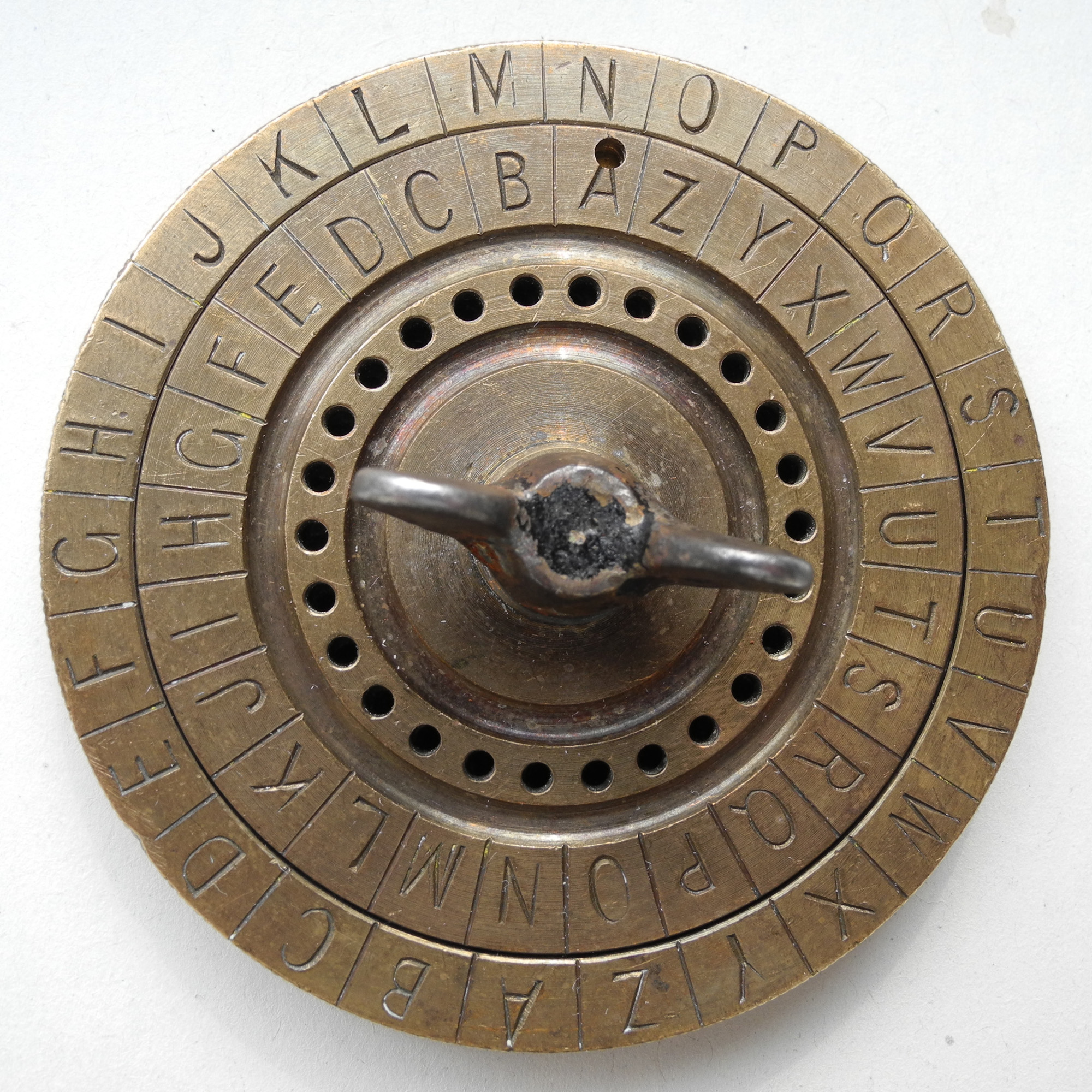
Chiffrierscheibe für umgekehrte Caesar-Verschlüsselung (Beaufort-Chiffre)

Atbasch gehört zu den einfachen monoalphabetischen Substitutions-Verfahren und ist eine Variante der Caesar-Verschlüsselung (umgekehrte oder revertierte Caesar-Verschlüsselung).
Eine Besonderheit ist, dass Atbasch ein involutorisches Verfahren ist, also Verschlüsselungs- und Entschlüsselungsmethode identisch sind. Daher genügt es, die Atbasch-Substitution ein zweites Mal auf den Geheimtext anzuwenden, um wieder den Ursprungstext zu erhalten.
Da das Atbasch ein festes Verfahren ist und keinerlei schlüsselabhängige Variationen zulässt, bestand nur security through obscurity, die heute mit Sicherheit nicht mehr gegeben ist.

## Atbash
Prinzip des Atbash, angewandt auf das Lateinische Alphabet:
| A | B | C | D | E | F | G | H | I | J | K | L | M | N | O | P | Q | R | S | T | U | V | W | X | Y | Z |
| Z | Y | X | W | V | U | T | S | R | Q | P | O | N | M | L | K | J | I | H | G | F | E | D | C | B | A |

Atbasch des Hebräischen Alphabets und seine deutsche Transkription:

(Namensgebend sind die beiden ersten zu vertauschenden Buchstabenpaare: Aleph mit Taw und Beth mit Sch.)
| A Aleph א | B Beth ב      | G Gimel ג | D Daleth ד | H He ה     | W,V,F,O Waw ו | Z Zajin ז | H Chet ח   | T Tet ט   | I,J,Y Jod י | K Kaph כ ך | L Lamed ל  | M Mem מ ם   | N Nun נ ן | X Samech ס | O Ajin ע  | P Pe פ ף      | Z Sade צ ץ | Q Koph ק   | R Resch ר | Sch,S Schin ש | T Taw ת   |
| T Taw ת   | Sch,S Schin ש | R Resch ר | Q Koph ק   | Z Sade צ ץ | P Pe פ ף      | O Ajin ע  | X Samech ס | N Nun נ ן | M Mem מ ם   | L Lamed ל  | K Kaph כ ך | I,J,Y Jod י | T Tet ט   | H Chet ח   | Z Zajin ז | W,V,F,O Waw ו | H He ה     | D Daleth ד | G Gimel ג | B Beth ב      | A Aleph א |

Beispiel:
Aus „Baphomet“ (ב פ ו מ ת) lässt sich auf diese Weise „Sophia“ (ש ו פ י א) bilden. Dies wurde auch als kryptologisches Rätsel in dem Roman Sakrileg (The Da Vinci Code) benutzt.

## Variante ALBaM
ALBaM (hebräisch אלבם) ist eine dem ATBaSch ähnliche Verschlüsselungsmethode. Das aus 22 Zeichen bestehende hebräische Alphabet wird in zwei Hälften zu je 11 Buchstaben (א-כ und ל-ת) geteilt, diese werden direkt einander zugeordnet.  Dies ist dasselbe Prinzip, das auch beim lateinischen Alphabet als ROT13 angewandt wird. Durch die Verschiebung der Zeichen um die halbe Alphabetweite sind Chiffrierung und Dechiffrierung identisch.
Schema der Ersetzungen:

(Namensgebend sind auch hier die beiden ersten zu vertauschenden Buchstabenpaare: Aleph mit Lamed, Beth mit Mem.)
| Aleph א | Beth ב  | Gimel ג | Daleth ד | He ה   | Waw ו  | Zajin ד  | Chet ד | Tet ט   | Jod י   | Kaph כ ך |
| Lamed ל | Mem מ ם | Nun נ ן | Samech ס | Ajin ע | Pe פ ף | Sade צ ץ | Koph ק | Resch ר | Schin ש | Taw ת    |

## Jüdische Tradition
Das wohl älteste Beispiel für Atbasch ist die Verwendung des Wortes ששך „scheschach“ für בבל Babel in Jer 25,26 ; 51,41  (Siehe dazu die Anmerkungen in der Elberfelder Bibel zu diesen Versen).
Atbasch, Albam und ähnliche Techniken dienten nicht primär als kryptographische Techniken, sondern waren zunächst hermeneutische Annäherungen an die heiligen Texte (vgl. auch PaRDeS und GiNaT).
Ausführlich mit diesen Verfahren unter dem Gesichtspunkt der Kryptographie befasste sich Schmuel Archevolti im 30. Kapitel seines Buches Arugat ha-Bosem, welches Johann Buxtorf der Jüngere ins Lateinische übersetzte und seiner Ausgabe des Kusari von Jehuda ha-Levi beigab (Ausgabe Basel 1660).